# Euporie (hold)
Az Euporie (görögül Ευπορία), vagy Jupiter XXXIV, egy Jupiter-hold. A Scott S. Sheppard által vezetett csillagászcsoport fedezte fel a Hawaii Egyetemen 2001-ben, és az S/2001 J 10 ideiglenes nevet kapta.
Az Euporie körülbelül 2 kilométer átmérőjű, és átlagosan 19,088 Mm távolságban kering a Jupitertől, 538,780 naponta megkerülve azt. Inklinációja 145° az ekliptikához képest (132° a Jupiter egyenlítőjéhez), retrográd mozgásiránya van és excentricitása 0,0960.
Nevét a görög mitológiában található Euporie után kapta, aki a bőség istennője volt.
Ez az Ananké csoport legbelső tagja, retrográd, szabálytalan alakú holdak, melyek 19,3 és 22,7 Gm távolság között keringenek a Jupiter körül, körülbelül 150°-os inklinációval.